# Kröttenstein
Der Kröttenstein ist ein 531,5 m ü. NN hoher Berg in der Fränkischen Alb bei Altenkunstadt im oberfränkischen Landkreis Lichtenfels (Bayern). 

## Geographische Lage
Der Kröttenstein erhebt sich rund 135 Meter über Siedamsdorf und dem Schöpfleinsgrund-Tal in den Nordausläufern der Fränkischen Alb im Naturpark Fränkische Schweiz-Veldensteiner Forst. Die Dominanz zum nächsthöheren Berg, dem Kleinen Kordigast, beträgt 1,725 km.

## Geologie

Geologischer Aufbau des Kröttensteines und des benachbarten Kordigasts (Nordwestansicht)

Die Talsohle besteht aus Gesteinsarten des Lias. Darüber liegen Doggergesteine. Bis zum Fuße des Berges bestehen die sanft ansteigenden Talhänge aus Opalinuston, es folgt eine Eisensandsteinstufe, über der sich eine dünne Ornatentonschicht befindet. Riffe des Malm Delta bilden darüber den eigentlichen Berg. Die oberen Schichten enthalten zahlreiche Fossilien wie verkieselte Schwämme, Trochitenschuttkalk und Muscheln.

## Schutzgebiete
Der Kröttenstein befindet sich wie auch der Kordigast im mehrteiligen Fauna-Flora-Habitat-Gebiet Trockenrasen, Wiesen und Wälder um Weismain (FFH-Nr. 5933-371). Der Berg liegt vollständig im Nordteil des 2001 gegründeten, 1021,64 km² großen Landschaftsschutzgebiets Fränkische Schweiz-Veldensteiner Forst (LSG-Nr. 322697).